# Les Petits-Fils
Pour plus de détails, voir Fiche technique et Distribution.
Les Petits-Fils est le troisième film – entre documentaire et fiction – du réalisateur français Ilan Duran Cohen.

## Synopsis
Guillaume, 24 ans, entretient des rapports privilégiés, mais un peu conflictuels, avec une grand-mère fantasque. Celle-ci s'est toujours occupé de lui depuis qu'enfant, sa mère est partie. Autour d'eux évoluent une galerie de personnages attachants et curieux, mais aussi l'ombre de la mère, morte deux ans auparavant et dont les cendres attendent d'être répandues en Écosse.

## Fiche technique
- Titre : Les Petits-Fils
- Réalisation : Ilan Duran Cohen
- Scénario : Ilan Duran Cohen
- Musique : Bertrand Bonello
- Producteur délégué : Ilan Duran Cohen
- Coproducteurs : Simon Arnal-Szlovak et Carole Scotta
- Directeur de la photographie : Ilan Duran Cohen
- Monteur image : Fabrice Rouaud
- Monteur son : Alain Féat
- Mixage : Stéphane Thiébaut
- Directrice de post-production : Christina Crassaris
- Coordinateur des effets visuels : Gilles Gaillard - Mikros Image
- Société de production : Haut et Court, Fugitive Productions
- Société de distribution : Haut et Court
- Pays d'origine :  France
- Format : tourné en DV, couleur, son DTS
- Genre : comédie dramatique
- Durée : 84 minutes
- Date de sortie : 17 novembre 2004
- Tout public

## Distribution
- Mamie Régine : Reine Ferrato
- Guillaume : Guillaume Quatravaux
- Maxime : Jean-Philippe Sêt
- Serge, le petit ami de Guillaume : Brice Cauvin
- Ben : Samuel de Gunzburg
- le plombier : Régis Gambier
- le père de Ben : Ilan Duran Cohen

## Distinctions
- 61e Festival de Venise - Sélection Officielle - Grand Prix - HORIZON